# Marc Aaronson
Marc A. Aaronson, ameriški astronom, * 24. avgust 1950, Los Angeles, Kalifornija, ZDA, † 30. april 1987, Narodni observatorij Kitt Peak pri Tucsonu, Arizona, ZDA.

## Življenje in delo
Aaronson je študiral na Kalifornijskem tehnološkem inštitutu (Caltech), kjer je diplomiral leta 1972. Doktoriral je leta 1977 na Univerzi Harvard na področju fotometrije z režo galaksij blizu infrardečega spektra. Po doktoratu je odšel na Observatorij Steward Univerze Arizone v Tucsonu. Od leta 1983 je deloval kot izredni profesor astronomije na Univerzi Arizone.
Leta 1982 je odkril, da imata pritlikavi sferoidi v Zmaju in Malem medvedu srci iz teme, njuni razmerji med maso in izsevom za središči galaksij sta skoraj 100. Poudaril je, da so take galaksije premajhne, da bi lahko ujele kako »vročo« temno snov, kot so na primer lahki, hitro gibajoči se nevtrini.
Meril je Hubblovo konstanto H0 z uporabo Tully-Fisherjeve enačbe. Raziskoval je zvezde, bogate z ogljikom (ogljikove zvezde) in skupaj z Olszewskim porazdelitev njihove hitrosti, ter hitrosti pritlikavih sferoid.
Tragično je umrl v nesreči pri 4000 mm Mayallovem daljnogledu v Narodnem observatoriju Kitt Peak (KPNO). Zaradi napake hitre zaustavitve zapiralnega mehanizma se je ujel v vrata stopnic obračajoče se 150 tonske kupole daljnogleda, ko jih je zaprla zunanja lestev. Zapuščal je 18-nadstropno zgradbo, kjer domuje daljnogled, da bi preveril vreme. Stikalo na vratih je samodejno ugasnilo motor kupole, vendar ga je gibalna količina kupole še nekaj časa gnala naprej, tako da je lahko zadela zunanja odpirajoča vrata. Opazovalci niso smeli odpirati vrat dokler se je kupola še vrtela, da se kaj takšnega ne bi zgodilo. Po nesreči so to konstrukcijsko napako odpravili in skrajšali lestev ter na novo izdelali vrata, da so drsela stran, vzporedno z zidom kupole.

## Priznanja

### Nagrade
Leta 1981 je Ameriško astronomsko društvo (AAS) podelilo Aaronsonu Nagrado Georgea Van Biesbroecka za njegovo delo o Hubblovi konstanti. Nagrado je prejel skupaj z Jeremyjem R. Mouldom. Leta 1984 sta Aaronson in Mould prejela Newtonovo Lacy Pierceovo nagrado za astronomijo Ameriškega astronomskega društva.

### Poimenovanja
Njemu v čast se imenuje asteroid 3277 Aaronson.